# Харрисон, Джек
Джек Дэ́вид Ха́ррисон (англ. Jack David Harrison, род. 20 ноября 1996, Сток-он-Трент, Западный Мидленд) — английский футболист, выступающий на позиции крайнего полузащитника. Игрок клуба «Лидс Юнайтед».

## Клубная карьера

### Начало карьеры
Джек Харрисон — уроженец Сток-он-Трента, рос в Болтоне и после недолгого пребывания в академии «Ливерпуля» в течение семи лет находился в академии «Манчестер Юнайтед». В возрасте 14 лет переехал с семьёй в США.
В 2015 году Харрисон выступал за студенческую команду Университета Уэйк-Форест.

### «Нью-Йорк Сити»
В декабре 2015 года клуб «Нью-Йорк Сити» попытался подписать Харрисона в обход драфта как доморощенного игрока, так как три года перед этим он выступал за аффилированную с «Сити» юношескую команду «Манхэттен Соккер Клаб». Однако лига MLS сочла его не соответствующим критериям правила и он стал самым молодым игроком доступным на Супердрафте MLS 2016. 24 января 2016 года Харрисон был выбран под общим 1-м номером драфта клубом «Чикаго Файр», но сразу же был обменян в «Нью-Йорк Сити» на общий 4-й пик драфта и распределительные средства. Немногим позднее он получил травму, вынудившую его пропустить первые три месяца сезона. Профессиональный дебют Харрисона состоялся 21 мая, когда он заменил Томаса Макнамару на 57-й минуте домашнего дерби с «Нью-Йорк Ред Буллз», который закончился для хозяев разгромным поражением со счётом 0:7. Свой первый гол в профессиональной карьере он забил 2 июня, поразив ворота «Реал Солт-Лейк» на «Янки-стэдиум». По итогам сезона 2016 Харрисон попал в финальную тройку номинантов на приз новичку года в MLS, где по результатам голосования остался последним.
В марте 2017 года Харрисон получил грин-карту и в MLS перестал считаться иностранным игроком.

### «Мидлсбро»
30 января 2018 года Харрисон перешёл в клуб английской Премьер-лиги «Манчестер Сити», подписав с «горожанами» контракт на три с половиной года. В тот же день он был отдан до конца сезона 2017/18 в аренду клубу Чемпионшипа «Мидлсбро». Дебютировал в составе «Боро» 17 февраля в выездном матче против «Кардифф Сити» (0:1), выйдя на замену вместо Джонни Хоусона.

### «Лидс Юнайтед»
Приняв участие в предсезонном туре «Манчестер Сити» по США, 30 июля 2018 года Харрисон отправился в аренду в клуб Чемпионшипа «Лидс Юнайтед» на сезон. Дебютировал за «Лидс Юнайтед» 5 августа в матче стартового тура сезона 2018/19 против «Сток Сити», выйдя на замену перед финальным свистком. 15 сентября в матче против «Миллуолла» забил свой первый гол в английском футболе.
1 июля 2019 года повторно отбыл в сезонную аренду в «Лидс Юнайтед» с опцией выкупа по окончании сезона 2019/20. Помог «Лидсу» выйти в Премьер-лигу в качестве победителя Чемпионшипа.
10 августа 2020 года был отдан в аренду «Лидсу» ещё на один сезон с возможностью выкупа. Свой дебют в Премьер-лиге, 12 августа в матче стартового тура сезона 2020/21 против «Ливерпуля», отметил голом.
2 июля 2021 года «Лидс Юнайтед» выкупил Харрисона у «Манчестер Сити», подписав с ним трёхлетний контракт, за £11 млн. 16 января 2022 года в матче против «Вест Хэм Юнайтед» он оформил хет-трик. 22 мая в матче заключительного тура сезона 2021/22 против «Брентфорда» (2:1) забил победный гол в компенсированное время второго тайма и помог «Лидс Юнайтед» удержаться в Премьер-лиге.

### «Эвертон»
14 августа 2023 года футбольный клуб «Эвертон» объявил о годичной аренде Харрисона. Дебют футболиста в новом клубе состоялся 27 сентября 2023 года в матче Кубка Английской лиги против «Астон Виллы», который завершился гостевой победой «Эвертона» со счётом 2:1. 7 октября 2023 года забил свой первый гол за «Эвертон». Это случилось в матче Премьер-лиги против «Борнмута» (3:0). Всего до конца сезона забил четыре гола и сделал три голевых передачи в 35 матчах за «Эвертон» во всех турнирах.
24 июня 2024 года было объявлено, что мерсисайдский клуб продлил аренду Харрисона ещё на один сезон. Второй сезон в составе мерсисайдского клуба оказался для Харрисона менее удачным: в 38 матчах он забил лишь один гол и отдал одну результативную передачу. 26 мая 2025 года «Эвертон» официально подтвердил, что после окончания аренды Харрисон вернётся в «Лидс Юнайтед».

## Карьера в сборной
1 октября 2017 года Харрисон впервые был вызван в молодёжную сборную Англии. Дебютировал 6 октября в домашнем матче против Шотландии (3:1), выйдя на замену вместо Тэмми Абрахама.

## Статистика выступлений

### Клубная
| Выступление      | Выступление      | Выступление      | Лига | Лига | Кубок | Кубок | Кубок лиги | Кубок лиги | Прочие | Прочие | Итого | Итого |
| Клуб             | Лига             | Сезон            | Игры | Голы | Игры  | Голы  | Игры       | Голы       | Игры   | Голы   | Игры  | Голы  |
| ---------------- | ---------------- | ---------------- | ---- | ---- | ----- | ----- | ---------- | ---------- | ------ | ------ | ----- | ----- |
| Нью-Йорк Сити    | MLS              | 2016             | 21   | 4    | 0     | 0     | 0          | 0          | 2      | 0      | 23    | 4     |
| Нью-Йорк Сити    | MLS              | 2017             | 34   | 10   | 1     | 0     | 0          | 0          | 2      | 0      | 37    | 10    |
| Нью-Йорк Сити    | Итого            | Итого            | 55   | 14   | 1     | 0     | 0          | 0          | 4      | 0      | 60    | 14    |
| Манчестер Сити   | Премьер-лига     | 2017/18          | 0    | 0    | 0     | 0     | 0          | 0          | 0      | 0      | 0     | 0     |
| Манчестер Сити   | Итого            | Итого            | 0    | 0    | 0     | 0     | 0          | 0          | 0      | 0      | 0     | 0     |
| → Мидлсбро       | Чемпионшип       | 2017/18          | 4    | 0    | 0     | 0     | 0          | 0          | 0      | 0      | 4     | 0     |
| → Мидлсбро       | Итого            | Итого            | 4    | 0    | 0     | 0     | 0          | 0          | 0      | 0      | 4     | 0     |
| → Лидс Юнайтед   | Чемпионшип       | 2018/19          | 37   | 4    | 1     | 0     | 2          | 0          | 2      | 0      | 42    | 4     |
| → Лидс Юнайтед   | Чемпионшип       | 2019/20          | 46   | 6    | 0     | 0     | 2          | 0          | 0      | 0      | 48    | 6     |
| → Лидс Юнайтед   | Премьер-лига     | 2020/21          | 36   | 8    | 1     | 0     | 0          | 0          | 0      | 0      | 37    | 8     |
| → Лидс Юнайтед   | Итого            | Итого            | 119  | 18   | 2     | 0     | 4          | 0          | 2      | 0      | 127   | 18    |
| Лидс Юнайтед     | Премьер-лига     | 2021/22          | 35   | 8    | 1     | 0     | 2          | 2          | 0      | 0      | 38    | 10    |
| Лидс Юнайтед     | Премьер-лига     | 2022/23          | 36   | 5    | 3     | 1     | 1          | 0          | 0      | 0      | 40    | 6     |
| Лидс Юнайтед     | Итого            | Итого            | 71   | 13   | 4     | 1     | 3          | 2          | 0      | 0      | 78    | 16    |
| → Эвертон        | Премьер-лига     | 2023/24          | 29   | 3    | 3     | 1     | 3          | 0          | 0      | 0      | 35    | 4     |
| → Эвертон        | Премьер-лига     | 2024/25          | 34   | 1    | 2     | 0     | 2          | 0          | 0      | 0      | 38    | 1     |
| → Эвертон        | Итого            | Итого            | 63   | 4    | 5     | 1     | 5          | 0          | 0      | 0      | 73    | 5     |
| Всего за карьеру | Всего за карьеру | Всего за карьеру | 312  | 49   | 12    | 2     | 12         | 2          | 6      | 0      | 342   | 53    |

## Достижения

### Командные
«Лидс Юнайтед»
- Победитель Чемпионшипа Английской футбольной лиги: 2019/20